# 马克斯·哈通
马克斯·哈通（德語：Max Hartung，1989年10月8日—），德国男子击剑运动员，2014年世界击剑锦标赛男子佩剑团体金牌得主、2015年世界击剑锦标赛男子佩剑个人和男子佩剑团体铜牌得主。